# Gustaf Adolf Boltenstern Jr.
Gustaf Adolf Boltenstern Jr. (Estocolmo, 15 de maio de 1904 - 31 de março de 1995) foi um adestrador sueco, bicampeão olímpico. 

## Carreira
Gustaf Adolf Boltenstern Jr. representou seu país nos Jogos Olímpicos de 1932, 1948, 1952 e 1956, na qual conquistou a medalha de ouro no adestramento por equipes em 1952 e 1956. Ele era filho do também ginete, Gustaf Adolf Boltenstern.